# Conacul urban Pisarjevski
Conacul urban Pisarjevski este o clădire amplasată pe str. Mihai Eminescu, 31 în Chișinău, Republica Moldova. Este un monument istoric și arhitectural de importanță națională inclus în Registrul monumentelor Republicii Moldova ocrotite de stat cu nr. 243 (municipiul Chișinău). Datează din jum. II a sec. XIX.